# Tintim no País dos Sovietes
Tintim no País dos Sovietes (Tintin au pays des Soviets, no original em francês) é o primeiro álbum da série de banda desenhada franco-belga As Aventuras de Tintim , criado pelo cartunista belga Hergé. Contratado pelo jornal conservador belga Le Vingtième Siècle como propaganda anticomunista para o seu suplemento infantil Le Petit Vingtième, a história foi editada semanalmente entre janeiro de 1929 e maio de 1930 e republicado no formato álbum pela Éditions du Petit Vingtième em 1930. O álbum conta a história do jovem repórter belga Tintim e do seu cão Milu (Milou no original em francês), os quais são enviados para a União Soviética para fazer a reportagem sobre as políticas do governo bolchevique de Josef Stalin. A intenção de Tintim de expor os segredos do regime, chama a atenção dos agentes da polícia secreta soviética, o OGPU, que o vão perseguir com o objectivo de o matar.
Apoiado por acções publicitária, Tintim no País dos Sovietes foi um êxito comercial, aparecendo em formato de livro pouco depois de terminar a sua edição semanal. Hergé continuou As Aventuras de Tintim com Tintim no Congo (ou Tintim na África), e a série de aventuras tornou-se um elemento característico da banda desenhada franco-belga. Mais tarde, o autor lamentou o facto de não ter passado por uma pesquisa mais profunda sobre o tema retratado, e por ter uma natureza propagandista, o que o levou a impedir a sua reedição até 1973; Tintim no País dos Sovietes é a única aventura de Tintim que não foi elaborada a cores.

## Sinopse
Tintim, um repórte do Le Petit Vingtième, é enviado, juntamente com o seu cão Milu, em serviço à União Soviética, desde Bruxelas, na Bélgica. A caminho de Moscovo, um agente da polícia secreta soviética, OGPU, sabota o comboio e acusa o repórter belga de ser um "burguesito imundo". A polícia de Berlim culpa Tintim pelo atentado bombista mas este consegue escapar para a fronteira com a União Soviética. Seguindo-o de perto, o agente do OGPU encontra Tintim e leva-o ao gabinete do comissário local, dando-lhe instruções para que o repórter "desaparecesse acidentalmente". Conseguindo escapar de novo, Tintim descobre "como é que os soviéticos iludem os pobres idiotas que ainda acreditam num Paraíso Vermelho" queimando fardos de palha e tinindo metal por forma enganar os marxistas ingleses, levando-os a fazer crer que as fábricas não-operacionais soviéticas são produtivas.
Tintim testemunha uma eleição local, onde os bolcheviques ameaçam os votantes para conseguirem a sua própria vitória; quando o tentam prender, ele veste-se como um fantasma para os assustar. Tintim tenta fugir da União Soviética, mas os bolcheviques vão atrás dele e detêm-no, ameaçando-o de tortura. Escapando aos seus captores, Tintim chega a Moscovo, para descobrir que os bolcheviques a tinham tornando numa cidade "pobre e imunda". Ele e Milu, observam um oficial do governo a entregar pão a um marxista sem abrigo, e a negá-lo a um dos seu oponentes; Milu rouba um pedaço de pão e dá-lo a um rapaz esfomeado. Espiando uma reunião secreta bolchevique, Tintim descobre que todos os cereais soviéticos estão a ser exportados para fins de propaganda, deixando os seus cidadãos a morrer de fome, e que o governo planeia "organizar uma expedição contra os camponeses ricos, e obrigá-los a lhes entregarem o trigo."
Tintim infiltra-se no exército soviético e avisa alguns dos camponeses para que escondam os seus cereais, mas o exército descobre-o e condena-o a ser morto por um pelotão de fuzilamento. Ao colocar cartuchos vazios nas espingardas dos soldados, Tintim simula a sua própria morte e consegue fugir em direcção a um deserto nevado, onde descobre um esconderijo subterrâneo dos bolcheviques numa casa assombrada. Um bolchevique captura-o e diz-lhe que "tu estás num esconderijo onde Lenin, Trotsky e Stalin juntaram riquezas roubadas ao povo!" Com a ajuda de Milu, Tintim foge, comanda um avião e desaparece na noite. O avião acaba por cair, mas Tintim consegue fazer uma nova hélice de uma árvore usando um canivete, e segue viagem para Berlim. Os agentes do OGPU surgem e prendem Tintim numa masmorra, mas, mais uma vez, consegue fugir com a ajuda de Milu, que se tinha disfarçado de tigre. O último agente do OGPU tenta raptar Tintim, mas a tentativa acaba por fracassar, deixando o agente a ameaçar "nós iremos destruir todas as capitais da Europa com dinamite!" Tintim regressa a Bruxelas sendo recebido por uma multidão eufórica.

## História

### Antecedentes
"A ideia da personagem de Tintim, e o tipo de aventuras que ele iria enfrentar, surgiram-me, penso eu, em cinco minutos, no momento em que, pela primeira vez, eu fiz um esboço da figura deste herói: ou seja, ele não tinha assombrado a minha infância, nem sequer os meus sonhos. Embora seja possível que, em criança, eu me tenha imaginado no papel de um tipo de Tintim."

Hergé, 15 de Novembro de 1966.
Georges Remi—conhecido por Hergé—trabalhava como ilustrador no Le Vingtième Siècle (O Século XX), um jornal belga fortemente "Católico" e reacionário, baseado em Bruxelas. Dirigido pelo abade Norbert Wallez, o jornal descrevia-se como um "Jornal "Católico" para Doutrina e Informação" e transmitia um ponto-de-vista de direita e anticomunista; Wallez era um admirador do líder fascista Benito Mussolini e tinha uma fotografia assinada pelo dirigente italiano na sua secretária, enquanto Léon Degrelle, que mais tarde se tornaria o líder do Partido Rexista, de doutrina fascista, trabalhava como correspondente exterior para o jornal.
 Segundo Harry Thompson, estas ideias políticas eram comuns na Bélgica naquele tempo, e o ambiente em que Hergé vivia era permeável a ideias conservadoras que gravitavam em redor do "patriotismo, Catolicismo, moralidade, disciplina em ingenuidade". O sentimento anticomunista era forte, e uma exposição soviética em Bruxelas em Janeiro de 1928 foi vandalizada por entre demonstrações do Movimento da Juventude Nacional, de ideologia fascista, no qual Degrelle se encontrava.
Wallez nomeou Hergé para editor de um suplemento infantil do Le Vingtième Siècle, intitulado Le Petit Vingtième, publicado às quintas-feiras. Divulgando as ideias sócio-políticas de Wallez aos seus jovens leitores, o suplemento caracterizava-se por um sentimento explicitament pro-fascista e anti-semita. Para além da edição do suplemento, Hergé ilustrava as L'extraordinaire aventure de Flup, Nénesse, Poussette et Cochonnet (As Extraordinárias Aventuras de Flup, Nénesse, Poussette e Cochonnet"), uma banda desenhada da autoria de um membro da secção desportiva do jornal, que contava as aventuras de dois rapazes, uma das suas pequenas irmãs e do seu porco insuflável de borracha. Hergé estava descontente com o trabalho de simples ilustrador, e desejava escrever e desenhar a sua própria banda desenhada.
Hergé já tinha experiência na criação de tiras de banda desenhada. Desde Julho de 1926 que ele se encontrava a escrever uma tira sobre um líder de patrulha escoteiro intitulado Les Aventures de Totor, C.P. des hannetons (As Aventuras de Totor, Líder Escoteiro dos Besouros) para o jornal de escotismo Le Boy Scout Belge (O Escoteiro Belga). O personagem Totor foi de grande influência para Tintim; Hergé descreveu Tintim como sendo o irmão mais novo de Totor. Jean-Marc e Randy Lofficier repararam que, graficamente, Totor e Tintim eram "virtualmente idênticos" excepto o uniforme de escoteiro, e que também tinham muitas semelhanças entre as suas respectivas aventuras, particularmente ao nível do estilo ilustrativo, do ritmo acelerado da história, e da utilização do humor. Hergé também tinha experiência na criação de propaganda anticomunista, tendo produzido várias situações satíricas para o Le Sifflet em Outubro de 1928, intitulado "70 por cento dos líderes comunistas são esquisitos."

### Influências

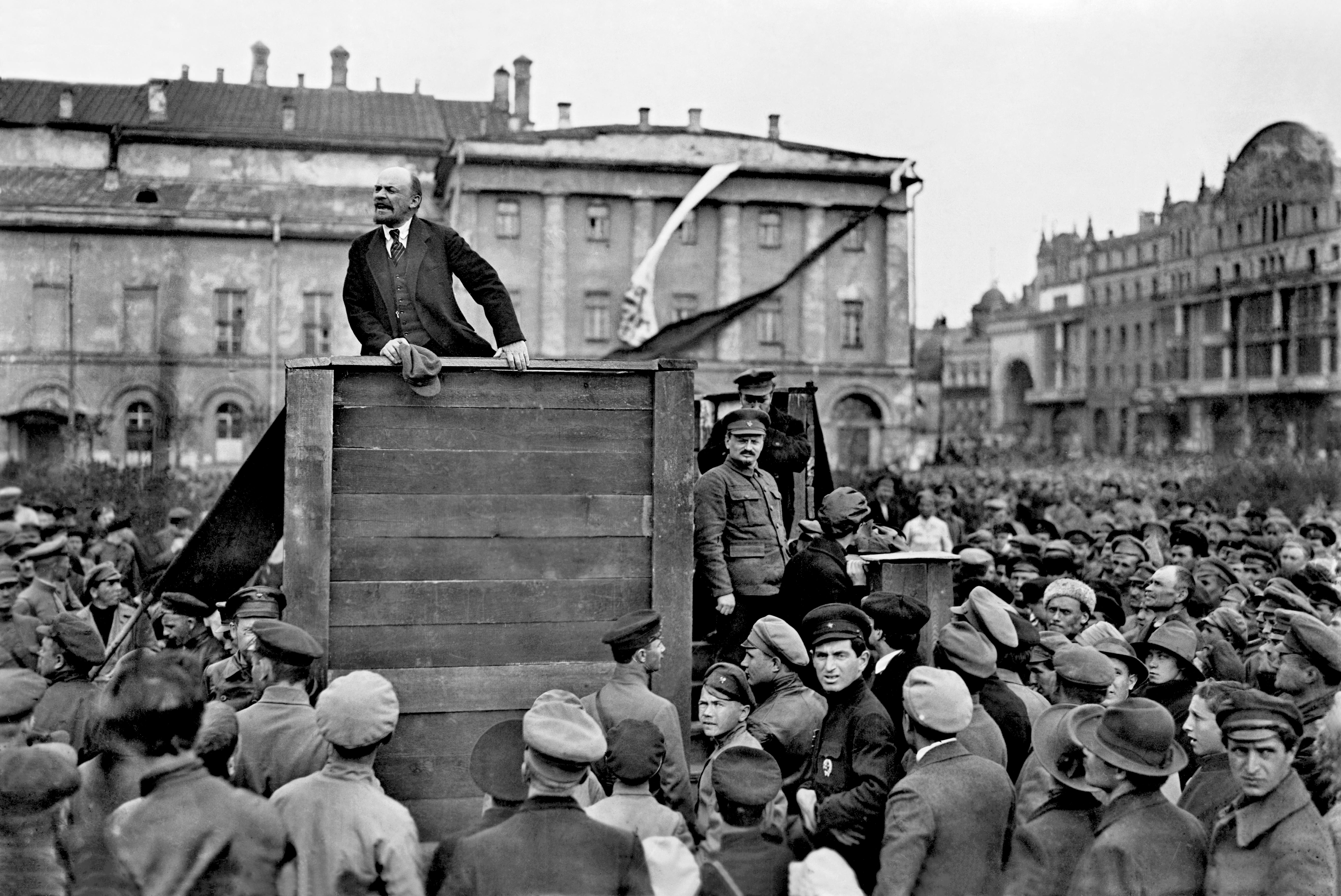
O revolucionário russo e futuro líder soviético, Vladimir Lenin, discursando na Praça Sverdlov, Moscovo, 1920

Hergé pretendia que a primeira aventura de Tintim tivesse como cenário os Estados Unidos por forma a envolver os americano nativos—um povo que o tinha fascinado desde pequeno—na história. Wallez recusou esta ideia que, mais tarde, serviria de contexto no terceiro livro, Tintim na América (1932). Em vez disso, Wallez queria que Hergé colocasse Tintin na União Soviética, criada em 1922 pelo Parttido Bolchevique de ideologia marxista–leninista, depois de ter derrubado o Império Russo durante a Revolução de Outubro, em 1917. A sociedade foi radicalmente alterada pelos bolcheviques ao nacionalizarem a indústria e ao substituírem a economia capitalista pelo socialismo estatal. Em meados da década de 1920, o primeiro líder soviético, Vladimir Lenin, faleceu e foi substituído por Josef Stalin. Ao ser "Católico" e um extremista político, Wallez opunha-se ao governo ateísta, antiCristão e de extrema-esquerda do governo soviético, e queria que a primeira aventura de Tintim refletisse estas tendências, propagando os seus jovens leitores com ideias antimarxistas e anticomunistas. Mais tarde, ao comentar o fato de ter produzido todo um trabalho de propaganda, Hergé disse que tinha sido "inspirado pela atmosfera do papel", que o ensinou que ser Católico significava ser antimarxista, e que desde pequeno tinha ficado impressionado pelo assassinato da família Romanov, em Julho de 1918, pelos bolcheviques.
Hergé não teve tempo para visitar a União Soviética ou para analisar alguma publicação sobre o país. A solução veio de um simples panfleto, Moscou sans voiles ("Moscow às claras") por Joseph Douillet (1878–1954), um ex-cônsul belga em Rostov do Don, que tinha passado nove anos na Rússia a seguir à Revolução Russa de 1917. Publicado tanto na Bélgica como em França em 1928, Moscou sans voiles vendeu bastantes exemplares a um público sedento de acreditar nas afirmações antibolcheviques de Douillet, muitas das quais de fundo credível plausível. Como Michael Farr reparou, "Hergé, livremente, embora seletivamente, produziu cenas da autoria de Douillett", incluindo "o terrível episódio da eleição", o qual era "praticamente igual" à descrição de Douillet em Moscou sans voiles. A falta de conhecimento de Hergé sobre a União Soviética levou-o a cometer vários erros factuais. A história contém referências a bananas, ao petróleo da Shell e aos biscoitos Huntley & Palmers - nenhuma desses produtos existia na União Soviética naquela altura. Ele também cometeu alguns erros nos nomes russos, adicionando o sufixo polaco "-ski" em vez do equivalente russo "-vitch".
Ao criar País dos Sovietes, Hergé foi influenciado por inovações do meio das tiras humorísticas. Uma das influências, segundo o autor, foi o cartunista francês Alain Saint-Ogan, produtor da série Zig et Puce. Os dois encontraram-se no ano seguinte, tornando-se grandes amigos. Hergé também foi influenciado pelas bandas desenhadas americanas contemporâneas que o repórter Léon Degrelle tinha enviado desde o México, onde se encontrava a cobrir a Guerra Cristera. Estas bandas desenhadas incluíam Bringing Up Father deGeorge McManus , Krazy Kat de George Herriman e Katzenjammer Kids de Rudolph Dirks. Farr achava que o cinema contemporâneo tinha influenciado a primeira aventura de Tintim, apontando algumas semelhanças entre as cenas das perseguições policiais dos filmes de Keystone Cops, a perseguição no comboio de The General de Buster Keaton e com as imagens expressionistas encontradas nos trabalhos de directores como Fritz Lang. Farr resumiu estas influências comentando "Como pioneiro das tiras de bandas desenhadas, Hergé não tinha receio de desenhar num meio moderno para assim desenvolver outro".

### Publicação

O protagonista Tintim e seu fiel cãozinho Milu.

Antes de iniciar a publicação da série de aventuras, foi feito um anúncio na edição de 4 de Janeiro de 1929 doLe Petit Vingtième, em que era dito "[N]ós estamos sempre desejosos de agradar aos nossos leitores e de os manter actualizados sobre as assuntos internacionais. Deste modo, enviámos Tintin, um dos nossos melhores jornalistas, à Rússia Soviética." A ideia de passar Tintim por um repórter verdadeiro, e não uma personagem ficção, foi ainda mais exagerada pela afirmação de que a banda desenhada não era uma conjunto de desenhos, mas antes composta por fotografias tiradas das aventuras de Tintim. O biógrafo Benoît Peeters julga que esta peculiaridade se trata de uma piada entre o pessoal do Le Petit Vingtième, fazendo referência ao facto de que Hergé tinha entrado para o jornal como repórter fotográfico, apesar de nunca ter exercido tal função. O crítico literário Tom McCarthy compararia esta abordagem àquela da literatura do século XVIII, a qual apresentava narrativas de ficção como sendo verdadeiras.
A primeira tira de Tintim no País dos Sovietes foi publicada na edição de 10 de Janeiro de 1929 do Le Petit Vingtième, e teve publicação até 8 de Maio de 1930.  Hergé não criou a história como um todo, mas antes foi improvisando novas situações semanalmente; sobre esta forma de elaborar banda desenhada, Jean-Marc e Randy Lofficier comentaram que "tanto ao nível do texto como graficamente, Hergé estava a aprender o seu trabalho à nossa frente." Hergé sentia que tinha de trabalhar depressa, sobre pressão, observando que "o Petit Vingtième era publicado às quartas-feiras à noite, e, muitas vezes, não tinha qualquer ideia, à quarta-feira de manhã, sobre como tirar Tintim das peripécias em que o tinha envolvido na semana anterior." Michael Farr considera como óbvia a situação, reparando que muitos desenhos eram "rudes, rudimentares [e] apressados", faltando-lhes "um bom acabamento", algo com que Hergé mais tarde de preocuparia. Por outro lado, no entanto, Farr acha que certas placas eram da " mais alta qualidade " e mostravam "a extraordinária capacidade" de Hergé como desenhador.
A história foi um sucesso imediato entre os seus jovens leitores. Como Harry Thompson observou, o contexto da aventura terá sido popular junto dos cidadãos belgas, explorando o seu sentimento anticomunista e alimentando os seus receios acerca dos russos. A popularidade da série, levou Wallez a organizar publicidade ilusória para aumentar o seu interesse. A primeira realizou-se no Dias da mentiras com uma publicação de uma falsa carta alegadamente da OGPU (a polícia secreta soviética) a confirmar a existência de Tintim, e a ameaçar que se o jornal não cessasse a publicação  "dos ataques contra os soviéticos e o proletariado revolucionário da Rússia, encontraria a morte muito brevemente."
O segundo evento publicitário, sugerido pelo repórter Charles Lesne, teve lugar a 8 de Maio de 1930. Durante o evento, o jovem de 15 anos, Lucien Pepermans, amigo de Hergé, que tinha semelhanças com Tintim, chegou à estação de Bruxelas Norte vindo de comboio de Liège, desde Moscovo, vestido de russo como Tintim, acompanhado por um cão branco; no final da sua vida, Hergé afirmou, erradamente, que acompanhou Pepermans. Foram recebidos por uma multidão de fãs, que agarraram em Pepermans e o puxaram para o meio deles. Continuando de limusina para os escritórios do Le Vingtième Siècle, foram ali recebidos por outra multidão, constituída, na sua maioria, por escuteiros católicos; Pepermans discursou na varanda do edifício, antes de serem distribuídos presentes aos fãs. 
A partir de 26 de Outubro 1930, Tintim no País dos Sovietes passou a ser distribuída por uma revista católica francesa, a Cœurs Vaillants ("Corações Valentes"), recentemente criada pelo abade Gaston Courtois. Courtois tinha viajado para Bruxelas para se encontrar com Wallez e Hergé, mas quando saiu a publicação, achou que os seus leitores não iriam entender o sistema de balões de diálogo, e adicionou frases explicativas debaixo de cada imagem. Esta situação enfureceu Hergé, que "interveio de forma emocionada" sem sucesso para parar com o texto adicionado. Esta publicação tinha um grande significado para a internacionalização da carreira de Hergé'. A história acabou por ser re-editada na sua forma original em L'écho illustré, uma revista suíça semanal, a partir de 1932 em diante. Reconhecendo a continua viabilidade commercial da história, Wallez publicou-a no format de livro em Setembro de 1930 através da editor belga Éditions du Petit Vingtième, numa tiragem de 10 000, vendido a 20 francos belgas cada exemplar. As primeiras 500 cópias foram numeradas e assinadas por Hergé utilizando a assinatura de Tintim, com a impressão da pata de Milu desenhada pela secretária de Wallez, Germaine Kieckens, que mais tarde se tornaria a primeira esposa de Hergé.
Em Abril de 2012, uma cópia original do primeiro álbum foi vendido por um valor recorde de €37 820, pela leiloeira Banque Dessinée of Elsene, com outra cópia a ser vendida por €9515. Em Outubro do mesmo ano, um outro exemplar foi vendido por €17 690 pela mesma leiloeira.

### Publicações posteriores
O livro teve tanto sucesso que, em 1936, o pedido de re-impressões era grande. Lesne enviou uma carta a Hergé perguntando-lhe se isto seria possível. O cartunista ficou de pé atrás, afirmando que as placas da história se encontravam em mau estado, e que assim teria de redesenhar toda a história outra vez para que esta fosse de novo publicada. Vários anos mais tarde, durante a ocupação da Bélgica na Segunda Guerra Mundial pelos nazis, uma editora alemã pediu permissão a Hergé para re-editar Tintim no País dos Sovietes, com o objectivo de o utilizar como propaganda anti-soviética, mas, de novo, Hergé recusou o pedido.
De 1942 em diante, Hergé começou a re-desenhar e a colorir as primeiras Aventuras de Tintim para a Casterman, mas optou por não o fazer em relação a Tintim no País dos Sovietes, considerando que esta história tinha pouca qualidade. Embaraçado pela por esta aventura, caracterizou-a como uma "transgressão da [sua] juventude". Jean-Marc e Randy Lofficier acreditam que existe outra razão para a sua decisão: a natureza virulenta e antimarxista do seu conteúdo, pouco popular entre a crescente simpatia da Europa Ocidental pelo Marxismo no pós-guerra. Em um artigo onde se discutia o trabalho de Herg publicado na revista Jeune Afrique ("Jovem África"), em 1962, é observado que, apesar do facto dos fãs do seu trabalho irem à Biblioteca Nacional ler uma cópia de Tintim no País dos Sovietes lá existente, "nunca mais será (e por boa causa) publicado". Em 1961, Hergé escreveu uma carta à Casterman sugerindo que a versão original da história fosse publicada num volume contendo um aviso do editor sobre o seu conteúdo. Louis-Robert Casterman respondeu numa carta em que dizia que embora o assunto tenha sido discutido na empresa, "havia mais opiniões hesitantes, ou mesmo negativas, do que entusiastas. Fosse qual fosse o caso, pode ficar descansado porque o assunto está ser ser vivamente considerado".
À medida que as Aventuras de Tintim se iam tornando mais populares na Europa Ocidental, e que alguns dos livros mais raros se tornavam peças de colecção, a edição original impressa de Tintim no País dos Sovietes tornou-se altamente valiosa e começaram a surgir edições falsificadas. Como consequência, os Studios Hergé publicaram 500 cópias numeradas para assinalar o 40.º aniversário da série em 1969.  Consequentemente, a procura voltou a aumentar, levando à produção de mais cópias falsas de "qualidade medíocre", as quais eram vendidas a "preçoas muito elevadoss". Para parar este comércio ilegal, Hergé concordou em re-publicar a história, em 1973, como parte integrante da colecção Archives Hergé, onde surgia ao lado de um volume de Tintim na África e Tintim ma América. Com as versões piratas a continuarem a ser vendidas, Casterman produziu uma edição com o facsimile original em 1981. Durante a década seguinte, foi traduzido em nove línguas,
O sociólogo John Theobald observou que durante os anos 1980, a história do livro tinha se tornado "social e politicamente aceitável" no mundo ocidental, no contexto da presidência de Ronald Reagan, com a intensificação da Guerra Friae aumento da hostilidade em relação ao marxismo e socialismo. Este clima cultural permitiu que o livro surgisse nas "prateleiras dos hipermercados marcado como literatura juvenil para o próximo milénio". Do lado oposto, a natureza do livro impedia a sua publicação na China comunista, onde era a única aventura que não tinha sido traduzida por Wang Bingdong, e oficialmente publicada no início do século XXI.

## Crítica
No seu estudo sobre o legado cultural e literário de Bruxelas, André De Vries comentou que Tintim no País dos Sovietes era "rude face ao padrão posterior de Hergé, no verdadeiro sentido da palavra". Simon Kuper do Financial Times, classificou tanto esta aventura como Tintim na África, como as "piores" das "Aventuras", tendo "um traço muito fraco" e "na sua maioria, sem enredo". O sociólogo John Theobald do Instituto de Southampton observou que Hergé não tinha qualquer interesse em fornecer informações factuais sobre a União Soviética, mas apenas pretendia doutrinar os seus leitores contra o marxismo, ilustrando as fraudes eleitorais dos bolcheviques, matando os seus adversários e roubando os cereais ao povo. De acordo com o crítico literário Jean-Marie Apostolidès da Universidade de Stanford, Hergé ilustrava os bolcheviques como "o mal absoluto" mas não entendia como é que eles chegaram ao poder, ou quais eram as suas ideologias políticas. Isto significava que Tintim também desconhecia estes factos e, assim, olhava para a União Soviética como um "mundo de miséria" e lutando contra os bolcheviques sem ser capaz de efectuar uma eficaz contra-revolução. O crítico literário Tom McCarthy descreveu o enredo como "razoavelmente linear" e criticou a representação dos bolcheviques como "bonecos de uma pantomima".

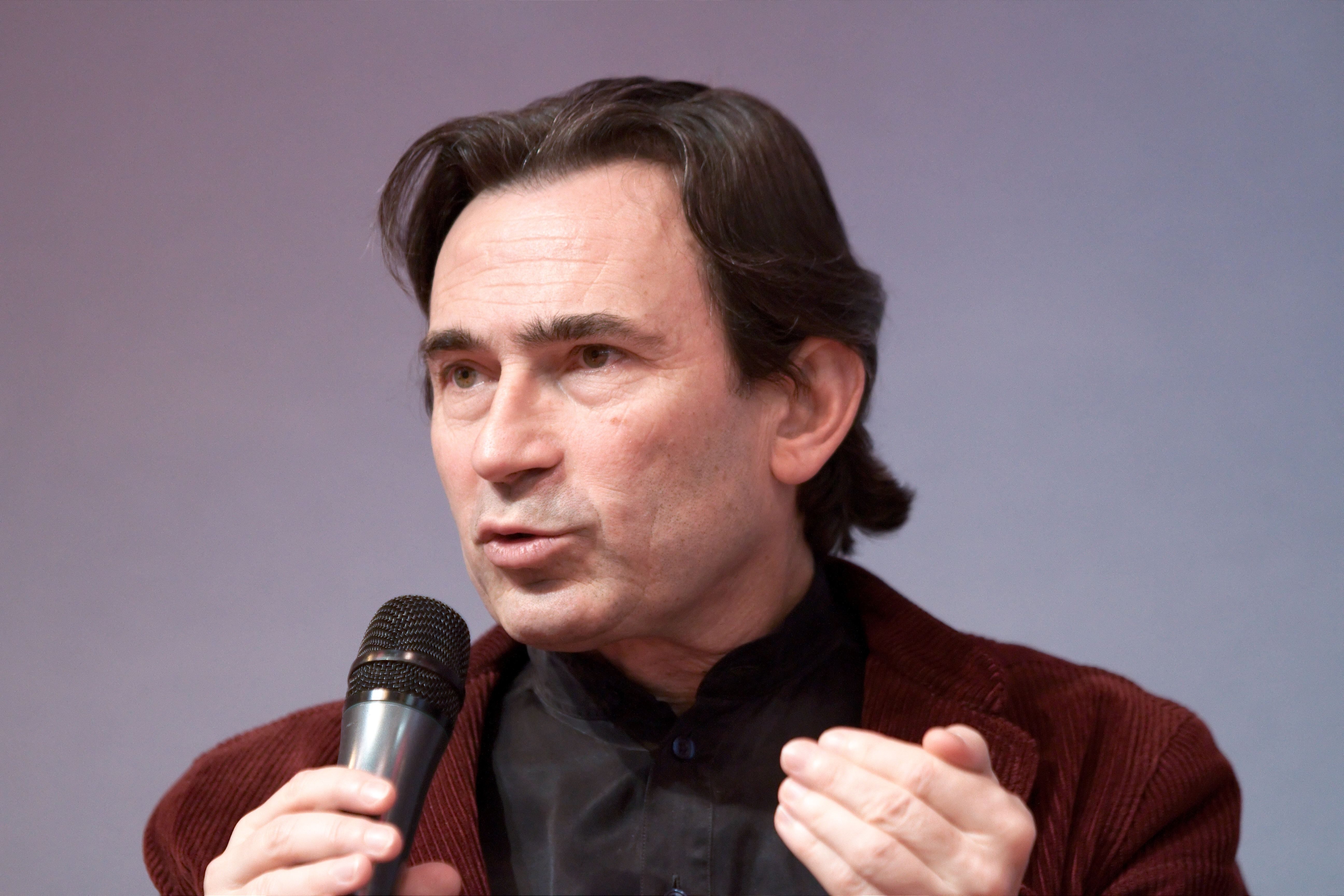
O biografo de Hergé, Benoît Peeters, considerava Tintim no País dos Sovietes como "alegremente bizarro", mas também o pior de Hergé. "Ninguém poderia imaginar uma pior estreia."

O biografo de Hergé, Benoît Peeters, era muito crítico desta história, achando que as suas ilustrações eram do pior que Hergé fez e que "ninguém poderia ter imaginado uma pior estreia de um trabalho [mais tarde] com tanto sucesso". Ele acreditava que Tintim era um existencialista "à maneira de Sartre", que existia apenas nas suas acções, servindo somente como meio narrativo ao longo do livro. Segundo Peeters, Hergé mostrava o seu talento ao transmitir movimento e ao utilizar a linguagem de uma forma "constante e imaginativa". Ele considerava a natureza "absurda" da história como a sua melhor característica, rejeitando possíveis cenários em detrimento do "alegremente bizarro", como, por exemplo, Tintim sendo congelado e depois descongelado, ou Milu vestido com uma pele de tigre assustando um tigre verdadeiro. O biografo de Hergé Pierre Assouline descreve a imagem construída da União Soviética pelo autor como sendo uma "a visão Dantesca da pobreza, fome, terror,e repressão".
Assinalando a estreia do filme As Aventuras de Tintim: O Segredo do Licorne, de Steven Spielberg, em 2011, a British Broadcasting Company (BBC) produziu um documentário dedicado a Tintim no País dos Sovietes no qual o jornalista Frank Gardner—que considerava Tintim como o seu herói da adolescência—visitou a Rússia, investigando e defendendo a exactidão do relato de Hergé sobre a violação dos direitos humanos na União Soviética. Num artigo para o jornal conservador Daily Mail, Gardner partilha a sua experiência, dizendo que a primeira vez que leu o livro, achou os desenhos muito básicos e o enredo muito improvável. Contudo, durante a sua viagem à Rússia, ficou a saber, através de um historiador moscovita, que o espírito da história de Hergé era acompanhar o que ia acontecendo na Rússia naquele tempo. O historiador confirmou que uma das grandes tragédias do século XX, foi a perseguição dos camponeses ricos pelos bolcheviques, com "literalmente milhares a morrer." O documentário foi emitido no dia 30 de Outubro de 2011 na BBC Two, com produção de Graham Strong e Luned Tonderai, e Tim Green como produtor-executivo. David Butcher analisou o documentário na Radio Times, e achou que a viagem de Gardner foi aborrecida comparada com a aventura de Tintim, mas achando como muito positivo alguns "grandes momentos", tal como a cena na qual Gardner testa um Amilcar CGSS descapotável, como Tintim fez na sua aventura.